# Campeonato Mundial de Gimnasia en Trampolín de 2019
El XXXIV Campeonato Mundial de Gimnasia en Trampolín se celebró en Tokio (Japón) entre el 28 de noviembre y el 1 de diciembre de 2019 bajo la organización de la Federación Internacional de Gimnasia (FIG) y la Federación Japonesa de Gimnasia.
Las competiciones se realizaron en el Centro de Gimnasia de Ariake de la capital japonesa. 

## Medallero
| Núm. | País           | Oro | Plata | Bronce | Total |
| ---- | -------------- | --- | ----- | ------ | ----- |
| 1    | Rusia          | 5   | 3     | 4      | 12    |
| 2    | Japón          | 4   | 1     | 0      | 5     |
| 3    | Reino Unido    | 2   | 4     | 1      | 7     |
| 4    | Estados Unidos | 1   | 3     | 3      | 7     |
| 5    | Bielorrusia    | 1   | 2     | 0      | 3     |
| 6    | China          | 1   | 1     | 2      | 4     |
| 7    | Suecia         | 1   | 0     | 0      | 1     |
| 8    | Canadá         | 0   | 0     | 3      | 3     |
| 9    | Francia        | 0   | 0     | 1      | 1     |
| 9    | Portugal       | 0   | 0     | 1      | 1     |
|      | TOTAL          | 15  | 15    | 15     | 45    |